# Contrat de phase
Un contrat de phase est un document établi par le bureau des méthodes et décrivant une phase d'usinage. Par « phase d'usinage », on entend une ou plusieurs opérations se faisant sans démonter la pièce à usiner ; les opérations d'une même phase peuvent se faire avec des outils différents. Les contrats de phase font partie de la gamme d'usinage.
Le contrat de phase est en six parties :
1. Informations relatives à la phase :
  - mode d'usinage : contrôle, fraisage, tournage, etc. ;
  - numéro de phase : la numérotation se fait habituellement de 10 en 10, afin de pouvoir insérer une phase que l'on aurait oubliée ;
  - la machine-outil et le porte-pièce utilisés.
2. Informations relatives à la pièce :
  - nom de l'ensemble auquel appartient la pièce, nom de la pièce ;
  - quantité fabriquée et cadence de fabrication ;
  - matière, état du brut (brut de fonderie, laminé, étiré, etc.) ;
  - dessin de la pièce en fin de phase, avec en particulier :
    - les symboles technologiques de mise et de maintien en position (MiP, MaP),
    - le référentiel lié à la pièce (O, x, y, z),
    - les cotes fabriquées (Cf) et les tolérances géométriques.
3. Informations relatives aux opérations ; pour chaque opération :
  - numéro de l'opération ;
  - nature de l'opération (désignation) ;
  - cotes fabriquées (Cf) et les tolérances géométriques (le dessin contient toutes les cotes et tolérances, ne figurent ici que celles relatives à l'opération).
4. Paramètres de coupe :
 vitesse de coupe vc (m/min), fréquence de rotation N (tr/min), avance par tour f (mm/tr) en tournage ou avance par dent fz (mm) en fraisage, vitesse d'avance v (mm/min), profondeur de passe ap (mm).
5. Outillage de coupe :
 outil et porte-outil.
6. Outillage de contrôle.

La fabrication d'une pièce comprend en général plusieurs phases. Le mode opératoire commence alors par une nomenclature des phases, sous forme d'un tableau comprenant :
- le numéro de phase ;
- la désignation de la phase ;
- la machine-outil utilisée ;
- un croquis reprenant le dessin de la pièce en fin de phase et les symboles technologiques de mise et de maintien en position (MiP, MaP).